# Партия мира и развития (Украина)

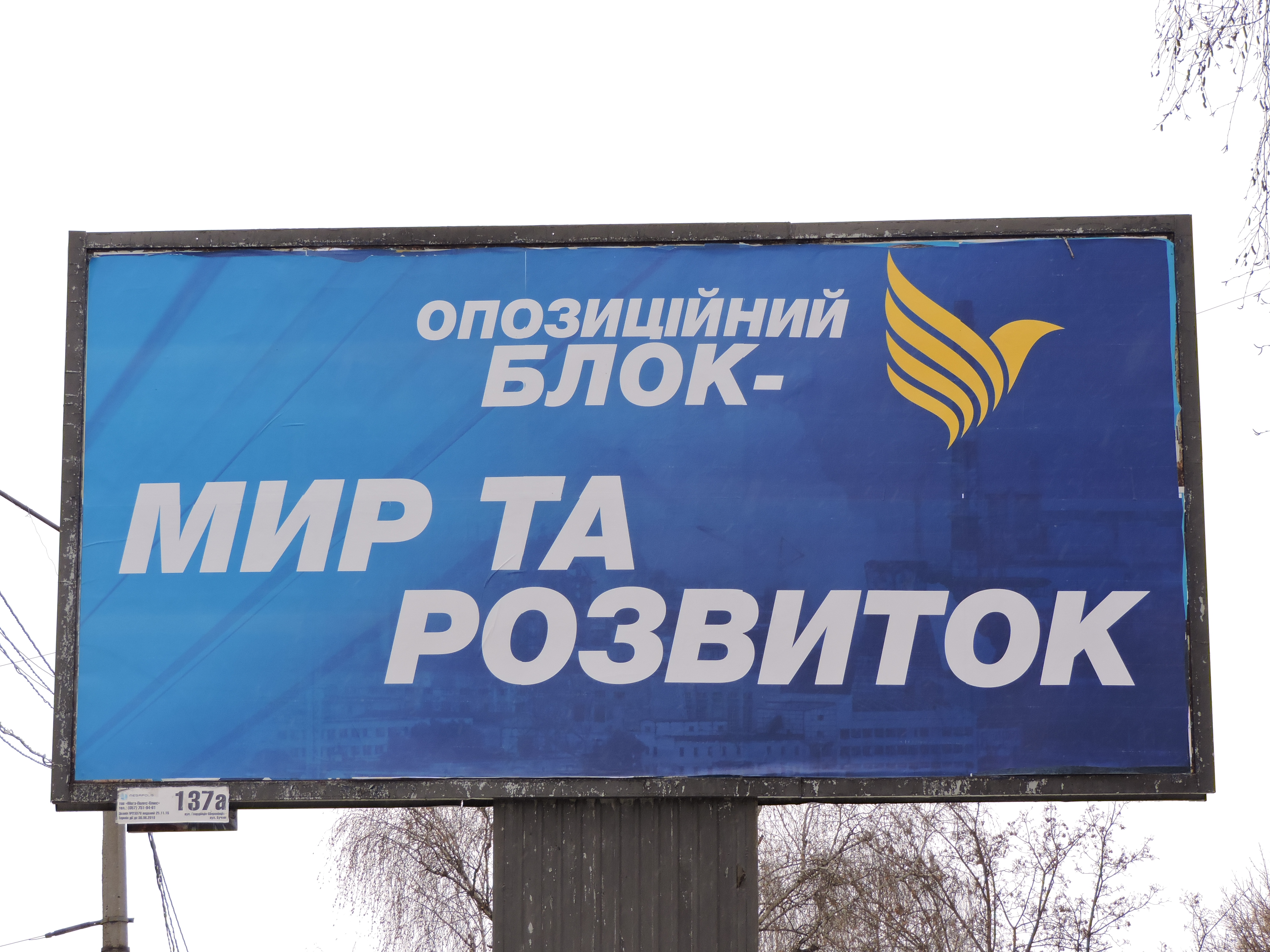
Рекламный щит «Оппозиционного блока» в Харькове

«Партия мира и развития» (укр. Партія миру та розвитку, до 3 июня 2019 «Оппозиционный блок — Партия мира и развития») — политическая сила, созданная после раскола в партии Оппозиционный блок в декабре 2018 года. Лидер — бывший вице-премьер-министр Украины и бывший председатель Днепропетровской ОГА Александр Вилкул. Партия принимала участие в президентских выборах 2019 года, на парламентских выборах 2019 года партия присоединилась к партийному списку с партиями «Оппозиционный блок», «Наши», «Возрождение» и «Доверяй делам».
Согласно опросам общественного мнения, имеет рейтинг от 2 % до 10 %.

## История
9 ноября 2018 года сопредседатель «Оппозиционного блока» Юрий Бойко и новая партия Рабиновича «За жизнь» подписали соглашение о сотрудничестве на президентских и парламентских выборах 2019 года и создали альянс «Оппозиционная платформа — За жизнь». В этот же день другие лидеры «Оппозиционного блока» Борис Колесников и Вадим Новинский утверждали, что соглашение было «личной инициативой» Бойко и Оппозиционный блок не принимал никаких решений о сотрудничестве с «За жизнь». 17 ноября 2018 года «Оппозиционная платформа — За жизнь» выдвинула Бойко в качестве своего кандидата на президентских выборах. В тот же день Партия развития Украины (часть «Оппозиционного блока») присоединилась к «Оппозиционной платформе — За жизнь». Бойко и Сергей Лёвочкин были исключены из «Оппозиционного блока» из-за «предательства интересов своих избирателей» 20 ноября 2018 года.
26 декабря 2018 года информационное агентство «Українські Новини» сообщило о регистрации министерством юстиции Украины партии «Оппозиционный блок — Партия мира и развития». Новая организация была создана путём переименования Партии мира и развития, зарегистрированной 13 июня 2014 года и возглавляемой сотрудником «Метинвеста» Виталием Киселём. А уже через некоторое время на сайте партии, контролируемые сторонниками Ахметова и Колесникова, сменилась эмблема: вместо прежней («ОППОЗИЦИОННЫЙ БЛОК») появилась новая («ОППОЗИЦИОННЫЙ БЛОК» большими буквами и « — партия мира и развития» маленькими буквами). Соратники исключённых из Оппозиционного блока Бойко и Левочкина обвинили новую организацию в клонировании партии, инициаторами чего считали «группу Колесникова-Новинского-Вилкула».
На фоне происходящего поменялась редакционная политика аффилированных с партией телеканалов: «Интер», а также NewsOne и 112 Украина начали рекламировать «Оппозиционную платформу», в то время как «Украина» продолжила прежнюю политику.
25 декабря 2018 года Россия опубликовала второй список граждан и компаний Украины, которые подпадают под её санкции. Среди них оказались 22 депутата Оппозиционного блока, а также успевшие создать собственные политические силы бывшие члены фракции Михаил Добкин и Евгений Мураев. Всех этих политиков с пророссийскими взглядами объединяли отказ от сотрудничества с «Оппозиционной платформой — За жизнь» и голосование за исключение Бойко и Лёвочкина.
20 января 2019 года на съезде форума «За мир и развитие» партия выдвинула заместителя руководителя фракции Александра Вилкула кандидатом в Президенты Украины.
7 июня 2019 года партии «Оппозиционный блок», «Партия мира и развития», «НАШИ», «Возрождение» и «Доверяй делам» объединились перед парламентскими выборами. Список партий получил 3,23 % голосов, не преодолев 5 % барьер.
На местных выборах 2020 года участвовала в Донецкой области, в Славянске «Партия мира и развития» выдвинула кандидатом в мэры Нелю Штепу ранее обвинённую в государственной измене.

## Идеология
Партия разместила на своём главном сайте проект новой Конституции Украины, внеся следующие изменения:
- Предоставить «больше прав для регионов в рамках независимости и территориальной целостности страны».
- Сделать Украину парламентской республикой с двухпалатным парламентом — Национальной ассамблеей, в которую входят палата представителей (35 человек) и палата депутатов (150 человек).
- Перенос столицы из Киева в город Канев.
- Запрет прямых выборов президента и передача этого права депутатам.

Саму партию называют по взглядам пророссийской. Так после раскола, партия пользуется информационной поддержкой со стороны таких телеканалов, как: «Украина» и «НАШ».